# Wielka Brytania na Zimowych Igrzyskach Olimpijskich 2018
Wielka Brytania na Zimowych Igrzyskach Olimpijskich 2018 – kadra sportowców z Wielkiej Brytanii uczestniczących w XXIII Zimowych Igrzyskach Olimpijskich w 2018 roku w Pjongczangu. Liczyła 58 zawodników startujących w 11 dyscyplinach.
Na chorążego reprezentacji w trakcie ceremonii otwarcia została wybrana skeletonistka i mistrzyni olimpijska Lizzy Yarnold.
Pierwszy medal dla reprezentacji – brąz – zdobył 16 lutego właśnie w zawodach skeletonu Dominic Parsons. Następnego dnia złoto zdobyła chorąży Lizzy Yarnold, broniąc tytułu z igrzysk w Soczi, a brąz w tej samej konkurencji przypadł jej rodaczce Laurze Deas. Również 17 lutego pierwszy w historii medal dla Wielkiej Brytanii w narciarstwie zdobyła narciarka akrobatyczna Isabel Atkin w zawodach slopestyle.

## Sportowcy
Liczba sportowców startujących w poszczególnych dyscyplinach:
| Dyscyplina            | Mężczyźni | Kobiety | Razem |
| --------------------- | --------- | ------- | ----- |
| Biathlon              | 0         | 1       | 1     |
| Biegi narciarskie     | 3         | 1       | 16    |
| Bobsleje              | 8         | 2       | 10    |
| Curling               | 5         | 5       | 10    |
| Łyżwiarstwo figurowe  | 1         | 1       | 2     |
| Narciarstwo alpejskie | 2         | 2       | 4     |
| Narciarstwo dowolne   | 6         | 5       | 11    |
| Saneczkarstwo         | 2         | 0       | 2     |
| Short track           | 2         | 3       | 5     |
| Skeleton              | 2         | 2       | 4     |
| Snowboarding          | 3         | 2       | 5     |
| Razem                 | 34        | 24      | 58    |

Wielka Brytania nie miała reprezentacji w turniejach hokeja, ani w konkursach łyżwiarstwa szybkiego na długim torze, skoków narciarskich czy kombinacji norweskiej.

## Medale
| Medale według dni | Medale według dni | Medale według dni | Medale według dni | Medale według dni | Medale według dni | Medale według dni |
| ----------------- | ----------------- | ----------------- | ----------------- | ----------------- | ----------------- | ----------------- |
| Dzień             | Data              | złoto             | srebro            | brąz              | Razem             |                   |
| Dzień 7           | 16.02             | 0                 | 0                 | 1                 | 1                 |                   |
| Dzień 8           | 17.02             | 1                 | 0                 | 2                 | 3                 |                   |
| Dzień 15          | 24.02             | 0                 | 0                 | 1                 | 1                 |                   |

| Medal | Zawodnik        | Dyscyplina          | Konkurencja       | Wynik      | Data      |
| ----- | --------------- | ------------------- | ----------------- | ---------- | --------- |
| Złoto | Lizzy Yarnold   | Skeleton            | Ślizg kobiet      | 3:27,28    | 17 lutego |
| Brąz  | Dominic Parsons | Skeleton            | Ślizg mężczyzn    | 3:22,20    | 16 lutego |
| Brąz  | Isabel Atkin    | Narciarstwo dowolne | Slopestyle kobiet | 84,60 pkt  | 17 lutego |
| Brąz  | Laura Deas      | Skeleton            | Ślizg kobiet      | 3:27,90    | 17 lutego |
| Brąz  | Billy Morgan    | Snowboarding        | Big Air mężczyzn  | 168,00 pkt | 24 lutego |

## Skład kadry

### Biathlon
Kobiety
| Zawodnik         | Konkurencja               | czas biegu | Kary | Pozycja | Źródło |
| ---------------- | ------------------------- | ---------- | ---- | ------- | ------ |
| Amanda Lightfoot | Sprint kobiet - 7,5 km    | 24:15,3    | 3    | 67.     | [ 5 ]  |
| Amanda Lightfoot | Bieg indywidualny - 15 km | 49:14,7    | 6    | 73.     | [ 6 ]  |

### Biegi narciarskie
Mężczyźni
| Zawodnik                     | Konkurencja      | Eliminacje | Eliminacje | Ćwierćfinał | Ćwierćfinał | Półfinał | Półfinał | Finał     | Finał   | Źródło |
| Zawodnik                     | Konkurencja      | czas       | Pozycja    | czas        | Pozycja     | czas     | Pozycja  | czas      | Pozycja | Źródło |
| ---------------------------- | ---------------- | ---------- | ---------- | ----------- | ----------- | -------- | -------- | --------- | ------- | ------ |
| Andrew Musgrave              | Bieg na 15 km    | N/A        | N/A        | N/A         | N/A         | N/A      | N/A      | 35:51,0   | 28.     | [ 7 ]  |
| Andrew Young                 | Bieg na 15 km    | N/A        | N/A        | N/A         | N/A         | N/A      | N/A      | 37:13,1   | 57.     | [ 7 ]  |
| Callum Smith                 | Bieg na 15 km    | N/A        | N/A        | N/A         | N/A         | N/A      | N/A      | 38:20,9   | 75.     | [ 7 ]  |
| Andrew Musgrave              | Bieg na 30 km    | N/A        | N/A        | N/A         | N/A         | N/A      | N/A      | 1:16:45,7 | 7.      | [ 8 ]  |
| Callum Smith                 | Bieg na 30 km    | N/A        | N/A        | N/A         | N/A         | N/A      | N/A      | 1:23:49,9 | 57.     | [ 8 ]  |
| Andrew Musgrave              | Bieg na 50 km    | N/A        | N/A        | N/A         | N/A         | N/A      | N/A      | 2:20:57,9 | 37.     | [ 9 ]  |
| Callum Smith                 | Bieg na 50 km    | N/A        | N/A        | N/A         | N/A         | N/A      | N/A      | 2:27:56,3 | 54.     | [ 9 ]  |
| Andrew Young                 | Sprint           | 3:21,50    | 45.        | NQ          | NQ          | NQ       | NQ       | NQ        | NQ      | [ 10 ] |
| Andrew Musgrave Andrew Young | Sprint drużynowy | N/A        | N/A        | N/A         | N/A         | 16:30,62 | 6.       | NQ        | NQ      | [ 11 ] |

Kobiety
| Zawodniczka   | Konkurencja   | czas    | Pozycja | Źródło |
| ------------- | ------------- | ------- | ------- | ------ |
| Annika Taylor | Bieg na 10 km | 30:52,9 | 75.     | [ 12 ] |
| Annika Taylor | Bieg na 15 km | 48:09,1 | 60.     | [ 13 ] |

### Bobsleje
| Zawodnicy                                        | Konkurencja     | Ślizg 1 | Ślizg 1 | Ślizg 2 | Ślizg 2 | Ślizg 3 | Ślizg 3 | Ślizg 4 | Ślizg 4 | Łącznie | Pozycja | Źródło                             |
| Zawodnicy                                        | Konkurencja     | Czas    | Miejsce | Czas    | Miejsce | Czas    | Miejsce | Czas    | Miejsce | Łącznie | Pozycja | Źródło                             |
| ------------------------------------------------ | --------------- | ------- | ------- | ------- | ------- | ------- | ------- | ------- | ------- | ------- | ------- | ---------------------------------- |
| Brad Hall Joel Fearon                            | Dwójki mężczyzn | 49,37   | 7.      | 49,50   | 8.      | 49,67   | 17.     | 49,80   | 16.     | 3:18,34 | 12.     | [ 14 ]                             |
| Brad Hall Nick Gleeson Joel Fearon Greg Cackett  | Czwórki         | 49,25   | 16.     | 49,68   | 19.     | 49,64   | 17.     | 49,69   | 12.     | 3:18,26 | 17.     | [ 15 ] [ 16 ] [ 17 ] [ 18 ] [ 19 ] |
| Lamin Deen Ben Simons Toby Olubi Andrew Matthews | Czwórki         | 49,44   | 19.     | 49,45   | 14.     | 49,66   | 18.     | 49,74   | 15.     | 3:18,29 | 18.     | [ 15 ] [ 16 ] [ 17 ] [ 18 ] [ 19 ] |
| Mica McNeill Mica Moore                          | Dwójki kobiet   | 50,77   | 6.      | 50,95   | 6.      | 51,16   | 11.     | 51,19   | 7.      | 3:24,07 | 8.      | [ 20 ]                             |

### Curling
| Drużyna                                                             | Konkurencja      | Faza grupowa           | Faza grupowa            | Faza grupowa     | Faza grupowa     | Faza grupowa            | Faza grupowa     | Faza grupowa     | Faza grupowa     | Faza grupowa             | Faza grupowa | Tie-breaker      | Półfinały        | Finał/3.miejsce  | Pozycja | Źródło |
| Drużyna                                                             | Konkurencja      | Przeciwnik Wynik       | Przeciwnik Wynik        | Przeciwnik Wynik | Przeciwnik Wynik | Przeciwnik Wynik        | Przeciwnik Wynik | Przeciwnik Wynik | Przeciwnik Wynik | Przeciwnik Wynik         | Pozycja      | Przeciwnik Wynik | Przeciwnik Wynik | Przeciwnik Wynik | Pozycja | Źródło |
| ------------------------------------------------------------------- | ---------------- | ---------------------- | ----------------------- | ---------------- | ---------------- | ----------------------- | ---------------- | ---------------- | ---------------- | ------------------------ | ------------ | ---------------- | ---------------- | ---------------- | ------- | ------ |
| Kyle Smith Thomas Muirhead Kyle Waddell Cameron Smith Glen Muirhead | turniej mężczyzn | Szwajcaria · 6:5       | Kanada · 4:6            | Japonia · 6:5    | Szwecja · 6:8    | Korea Południowa · 5:11 | Włochy · 7:6     | Dania · 7:6      | Norwegia · 10:3  | Stany Zjednoczone · 4:10 | 4.           | Szwajcaria · 5:9 | NQ               | NQ               | 5.      | [ 21 ] |
| Eve Muirhead Anna Sloan Vicki Adams Lauren Gray Kelly Schafer       | turniej kobiet   | Sportowcy z Rosji 10:3 | Stany Zjednoczone · 4:7 | Chiny · 8:7      | Dania · 7:6      | Korea Południowa · 4:7  | Szwecja · 6:8    | Szwajcaria · 8:7 | Japonia · 8:6    | Kanada · 6:5             | 3.           | N/A              | Szwecja · 5:10   | Japonia · 3:5    | 4.      | [ 21 ] |

### Łyżwiarstwo figurowe
| Zawodnik                       | Konkurencja   | Program krótki | Program krótki | Program dowolny | Program dowolny | Łączna nota | Pozycja | Źródło               |
| Zawodnik                       | Konkurencja   | Nota           | Pozycja        | Nota            | Pozycja         | Łączna nota | Pozycja | Źródło               |
| ------------------------------ | ------------- | -------------- | -------------- | --------------- | --------------- | ----------- | ------- | -------------------- |
| Penny Coomes Nicholas Buckland | Pary taneczne | 68,36          | 10.            | 101,96          | 10.             | 170,32      | 11.     | [ 22 ] [ 23 ] [ 24 ] |

### Narciarstwo alpejskie
| Zawodnik         | Konkurencja       | 1 przejazd | 1 przejazd | 2 przejazd | 2 przejazd | Łącznie | Łącznie | Źródło |
| Zawodnik         | Konkurencja       | Czas       | Pozycja    | Czas       | Pozycja    | Czas    | Pozycja | Źródło |
| ---------------- | ----------------- | ---------- | ---------- | ---------- | ---------- | ------- | ------- | ------ |
| David Ryding     | slalom (m)        | 49,09      | 13.        | 51,07      | 9.         | 1:40,16 | 9.      | [ 25 ] |
| Laurie Taylor    | slalom (m)        | 51,08      | 27.        | 52,33      | 25.        | 1:43,41 | 26.     | [ 25 ] |
| Charlie Guest    | slalom (k)        | 55,44      | 42.        | 52,82      | 30.        | 1:48,26 | 33.     | [ 26 ] |
| Alexandra Tilley | slalom (k)        | DNF        | DNF        | DNF        | DNF        | DNF     | DNF     | [ 26 ] |
| Alexandra Tilley | slalom gigant (k) | DNF        | DNF        | DNF        | DNF        | DNF     | DNF     | [ 27 ] |

| Zawodnik                                                  | Konkurencja | 1/8 finału                  | Ćwierćfinał        | Półfinał         | Finał            | Źródło |
| Zawodnik                                                  | Konkurencja | Przeciwnik Wynik            | Przeciwnik Wynik   | Przeciwnik Wynik | Przeciwnik Wynik | Źródło |
| --------------------------------------------------------- | ----------- | --------------------------- | ------------------ | ---------------- | ---------------- | ------ |
| David Ryding Laurie Taylor Charlie Guest Alexandra Tilley | drużynowo   | Stany Zjednoczone · W (2:2) | Norwegia · p (2:2) | NQ               | NQ               | [ 30 ] |

### Narciarstwo dowolne
Skoki akrobatyczne
| Zawodnicy     | Konkurencja                 | Kwalifikacje | Kwalifikacje | Kwalifikacje | Kwalifikacje | Finał  | Finał   | Finał  | Finał   | Finał  | Finał   | Źródło        |
| Zawodnicy     | Konkurencja                 | Skok 1       | Skok 1       | Skok 2       | Skok 2       | Skok 1 | Skok 1  | Skok 2 | Skok 2  | Skok 3 | Skok 3  | Źródło        |
| Zawodnicy     | Konkurencja                 | Punkty       | Miejsce      | Punkty       | Miejsce      | Punkty | Miejsce | Punkty | Miejsce | Punkty | Miejsce | Źródło        |
| ------------- | --------------------------- | ------------ | ------------ | ------------ | ------------ | ------ | ------- | ------ | ------- | ------ | ------- | ------------- |
| Lloyd Wallace | skoki akrobatyczne mężczyzn | 73,06        | 24.          | 100,03       | 14.          | NQ     | NQ      | NQ     | NQ      | NQ     | NQ      | [ 31 ] [ 32 ] |

Skicross
| Zawodnicy       | Konkurencja     | Rozstawienie | Rozstawienie | 1/8 finału | Ćwierćfinał | Półfinał | Finał   | Finał   | Źródło               |
| Zawodnicy       | Konkurencja     | Czas         | Miejsce      | Pozycja    | Pozycja     | Pozycja  | Pozycja | Miejsce | Źródło               |
| --------------- | --------------- | ------------ | ------------ | ---------- | ----------- | -------- | ------- | ------- | -------------------- |
| Emily Sarsfield | skicross kobiet | 1:18,25      | 22.          | 2.         | 4.          | NQ       | NQ      | NQ      | [ 33 ] [ 34 ] [ 35 ] |

Slopestyle
| Zawodnicy         | Konkurencja         | Kwalifikacje | Kwalifikacje | Kwalifikacje | Kwalifikacje | Finał   | Finał   | Finał   | Finał     | Finał   | Źródło        |
| Zawodnicy         | Konkurencja         | Ślizg 1      | Ślizg 2      | Najlepszy    | Miejsce      | Ślizg 1 | Ślizg 2 | Ślizg 3 | Najlepszy | Miejsce | Źródło        |
| ----------------- | ------------------- | ------------ | ------------ | ------------ | ------------ | ------- | ------- | ------- | --------- | ------- | ------------- |
| James Woods       | slopestyle mężczyzn | 90,20        | 19,60        | 90,20        | 8.           | 29,20   | 91,00   | 90,00   | 91,00     | 4.      | [ 36 ]        |
| Tyler Harding     | slopestyle mężczyzn | 20,00        | 21,00        | 21,00        | 29.          | NQ      | NQ      | NQ      | NQ        | NQ      | [ 36 ]        |
| Isabel Atkin      | slopestyle kobiet   | 13,20        | 86,80        | 86,80        | 4.           | 68,40   | 79,40   | 84,60   | 84,60     | brąz    | [ 37 ] [ 38 ] |
| Katie Summerhayes | slopestyle kobiet   | 75,80        | 77,60        | 77,60        | 10.          | 61,40   | 71,40   | 23,20   | 71,40     | 7.      | [ 37 ] [ 38 ] |

Halfpipe
| Zawodnicy                  | Konkurencja       | Kwalifikacje | Kwalifikacje | Kwalifikacje | Kwalifikacje | Finał   | Finał   | Finał   | Finał     | Finał   | Źródło        |
| Zawodnicy                  | Konkurencja       | Ślizg 1      | Ślizg 2      | Najlepszy    | Miejsce      | Ślizg 1 | Ślizg 2 | Ślizg 3 | Najlepszy | Miejsce | Źródło        |
| -------------------------- | ----------------- | ------------ | ------------ | ------------ | ------------ | ------- | ------- | ------- | --------- | ------- | ------------- |
| Murray Buchan              | halfpipe mężczyzn | 66,00        | 65,40        | 66,00        | 14.          | NQ      | NQ      | NQ      | NQ        | NQ      | [ 39 ]        |
| Peter Speight              | halfpipe mężczyzn | 3,80         | 64,60        | 64,60        | 15.          | NQ      | NQ      | NQ      | NQ        | NQ      | [ 39 ]        |
| Alexander Glavatsky-Yeadon | halfpipe mężczyzn | 10,80        | 15,00        | 15,00        | 26.          | NQ      | NQ      | NQ      | NQ        | NQ      | [ 39 ]        |
| Rowan Cheshire             | halfpipe kobiet   | 74,00        | 71,40        | 74,00        | 9.           | 75,40   | 17,80   | 13,60   | 75,40     | 7.      | [ 40 ] [ 41 ] |
| Molly Summerhayes          | halfpipe kobiet   | 60,80        | 66,00        | 66,00        | 17.          | NQ      | NQ      | NQ      | NQ        | NQ      | [ 40 ] [ 41 ] |

### Saneczkarstwo
| Zawodnik          | Konkurencja | Ślizg 1 | Ślizg 1 | Ślizg 2 | Ślizg 2 | Ślizg 3 | Ślizg 3 | Ślizg 4 | Ślizg 4 | Łącznie  | Pozycja | Źródło |
| Zawodnik          | Konkurencja | Czas    | Pozycja | Czas    | Pozycja | Czas    | Pozycja | Czas    | Pozycja | Łącznie  | Pozycja | Źródło |
| ----------------- | ----------- | ------- | ------- | ------- | ------- | ------- | ------- | ------- | ------- | -------- | ------- | ------ |
| Adam Rosen        | Jedynki     | 48,477  | 25.     | 48,410  | 23.     | 48,280  | 23.     | NQ      | NQ      | 2:25,167 | 22.     | [ 42 ] |
| Rupert Staudinger | Jedynki     | 49,626  | 33.     | 49,259  | 35.     | 48,957  | 32.     | NQ      | NQ      | 2:27,842 | 33.     | [ 42 ] |

### Short track
Mężczyźni
| Zawodnik       | Konkurencja         | Kwalifikacje | Kwalifikacje | Ćwierćfinał | Ćwierćfinał | Półfinał | Półfinał | Finał | Finał   | Źródło        |
| Zawodnik       | Konkurencja         | Czas         | Miejsce      | Czas        | Miejsce     | Czas     | Miejsce  | Czas  | Miejsce | Źródło        |
| -------------- | ------------------- | ------------ | ------------ | ----------- | ----------- | -------- | -------- | ----- | ------- | ------------- |
| Farrell Treacy | Bieg na 1000 metrów | 1:26,762     | 2.           | 1:25,080    | 4.          | NQ       | NQ       | NQ    | NQ      | [ 43 ] [ 44 ] |
| Josh Cheetham  | Bieg na 1000 metrów | 1:26,223     | 3.           | NQ          | NQ          | NQ       | NQ       | NQ    | NQ      | [ 43 ] [ 44 ] |
| Farrell Treacy | Bieg na 1500 metrów | DNF          | DNF          | N/A         | N/A         | NQ       | NQ       | NQ    | NQ      | [ 45 ]        |

Kobiety
| Zawodniczka         | Konkurencja         | Kwalifikacje | Kwalifikacje | Ćwierćfinał | Ćwierćfinał | Półfinał | Półfinał | Finał    | Finał   | Źródło                      |
| Zawodniczka         | Konkurencja         | Czas         | Miejsce      | Czas        | Miejsce     | Czas     | Miejsce  | Czas     | Miejsce | Źródło                      |
| ------------------- | ------------------- | ------------ | ------------ | ----------- | ----------- | -------- | -------- | -------- | ------- | --------------------------- |
| Kathryn Thomson     | Bieg na 500 metrów  | 1:08,896     | 3.           | NQ          | NQ          | NQ       | NQ       | NQ       | NQ      | [ 46 ] [ 47 ] [ 48 ] [ 49 ] |
| Elise Christie      | Bieg na 500 metrów  | 42,872       | 1.           | 42,703      | 1.          | 43,184   | 2.       | 1:23,063 | 4.      | [ 46 ] [ 47 ] [ 48 ] [ 49 ] |
| Charlotte Gilmartin | Bieg na 500 metrów  | DSQ          | DSQ          | NQ          | NQ          | NQ       | NQ       | NQ       | NQ      | [ 46 ] [ 47 ] [ 48 ] [ 49 ] |
| Kathryn Thomson     | Bieg na 1000 metrów | 1:32,150     | 4.           | NQ          | NQ          | NQ       | NQ       | NQ       | NQ      | [ 50 ]                      |
| Elise Christie      | Bieg na 1000 metrów | YC           | YC           | NQ          | NQ          | NQ       | NQ       | NQ       | NQ      | [ 50 ]                      |
| Charlotte Gilmartin | Bieg na 1000 metrów | 1:32,899     | 3.           | NQ          | NQ          | NQ       | NQ       | NQ       | NQ      | [ 50 ]                      |
| Kathryn Thomson     | Bieg na 1500 metrów | 2:32,891     | 4.           | N/A         | N/A         | NQ       | NQ       | NQ       | NQ      | [ 51 ] [ 52 ]               |
| Charlotte Gilmartin | Bieg na 1500 metrów | 2:29,005     | 3.           | N/A         | N/A         | 3:00,691 | 5.       | NQ       | NQ      | [ 51 ] [ 52 ]               |
| Elise Christie      | Bieg na 1500 metrów | 2:29,316     | 1.           | N/A         | N/A         | DSQ      | DSQ      | NQ       | NQ      | [ 51 ] [ 52 ]               |

### Skeleton
| Zawodnik          | Konkurencja | Ślizg 1 | Ślizg 1 | Ślizg 2 | Ślizg 2 | Ślizg 3 | Ślizg 3 | Ślizg 4 | Ślizg 4 | Łącznie | Pozycja | Źródło |
| Zawodnik          | Konkurencja | Czas    | Pozycja | Czas    | Pozycja | Czas    | Pozycja | Czas    | Pozycja | Łącznie | Pozycja | Źródło |
| ----------------- | ----------- | ------- | ------- | ------- | ------- | ------- | ------- | ------- | ------- | ------- | ------- | ------ |
| Dominic Parsons   | mężczyźni   | 50,85   | 5.      | 50,41   | 3.      | 50,33   | 3.      | 50,61   | 3.      | 3:22,20 | brąz    | [ 53 ] |
| Jerry Rice        | mężczyźni   | 51,06   | 11.     | 51,15   | 13.     | 51,04   | 11.     | 50,99   | 10.     | 3:24,24 | 10.     | [ 53 ] |
| Elizabeth Yarnold | kobiety     | 51,66   | 1.      | 52,30   | 9.      | 51,86   | 2.      | 51,46   | 1.      | 3:27,28 | złoto   | [ 54 ] |
| Laura Deas        | kobiety     | 52,00   | 6.      | 52,03   | 2.      | 51,96   | 5.      | 51,91   | 5.      | 3:27,90 | brąz    | [ 54 ] |

### Snowboarding
Big Air
| Zawodnik      | Konkurencja | Kwalifikacje | Kwalifikacje | Kwalifikacje | Kwalifikacje | Finał      | Finał      | Finał      | Finał  | Finał   | Źródło        |
| Zawodnik      | Konkurencja | Przejazd 1   | Przejazd 2   | wynik        | Miejsce      | Przejazd 1 | Przejazd 2 | Przejazd 3 | wynik  | Pozycja | Źródło        |
| ------------- | ----------- | ------------ | ------------ | ------------ | ------------ | ---------- | ---------- | ---------- | ------ | ------- | ------------- |
| Rowan Coultas | mężczyźni   | 81,00        | 84,50        | 84,50        | 17.          | NQ         | NQ         | NQ         | NQ     | NQ      | [ 55 ] [ 56 ] |
| Billy Morgan  | mężczyźni   | 87,50        | 90,50        | 90,50        | 12.          | JNS        | 82,50      | 85,50      | 168,00 | brąz    | [ 55 ] [ 56 ] |
| Aimee Fuller  | kobiety     | 25,00        | 14,25        | 25,00        | 25.          | NQ         | NQ         | NQ         | NQ     | NQ      | [ 57 ]        |

Slopstyle
| Zawodnik       | Konkurencja | Kwalifikacje | Kwalifikacje | Kwalifikacje | Kwalifikacje | Finał   | Finał   | Finał   | Finał | Finał   | Źródło |
| Zawodnik       | Konkurencja | Zjazd 1      | Zjazd 2      | Wynik        | Miejsce      | Zjazd 1 | Zjazd 2 | Zjazd 3 | wynik | Pozycja | Źródło |
| -------------- | ----------- | ------------ | ------------ | ------------ | ------------ | ------- | ------- | ------- | ----- | ------- | ------ |
| Jamie Nicholls | mężczyźni   | 71,56        | 36,90        | 71,56        | 16.          | NQ      | NQ      | NQ      | NQ    | NQ      | [ 58 ] |
| Billy Morgan   | mężczyźni   | 56,40        | 37,55        | 56,40        | 22.          | NQ      | NQ      | NQ      | NQ    | NQ      | [ 58 ] |
| Rowan Coultas  | mężczyźni   | 23,20        | 23,58        | 23,58        | 33.          | NQ      | NQ      | NQ      | NQ    | NQ      | [ 58 ] |
| Aimee Fuller   | kobiety     | N/A          | N/A          | N/A          | N/A          | 34,63   | 41,43   | N/A     | 41,43 | 17.     | [ 59 ] |

Snowboard Cross
| Zawodniczka  | Konkurencja | Rozstawienie | Rozstawienie | Ćwierćfinał | Półfinał | Finał   | Finał   | Źródło        |
| Zawodniczka  | Konkurencja | Czas         | Miejsce      | Pozycja     | Pozycja  | Pozycja | Miejsce | Źródło        |
| ------------ | ----------- | ------------ | ------------ | ----------- | -------- | ------- | ------- | ------------- |
| Zoe Gillings | kobiety     | 1:20,99      | 17.          | 4.          | NQ       | NQ      | NQ      | [ 60 ] [ 61 ] |